# Estación Aristóbulo del Valle
Aristóbulo del Valle es una estación ferroviaria ubicada en la localidad de Florida, en el partido de Vicente López, provincia de Buenos Aires, a pocos metros del límite con la ciudad de Buenos Aires. Se trata de una de las estaciones más importantes de la línea Belgrano Norte debido a su proximidad con el Metrobús Norte, la Avenida General Paz, y la Estación Congreso de Tucumán.  Tiene la particularidad de ser una estación subterránea que permite que la traza del tren atraviese la Avenida Maipú bajo nivel.

## Servicios
Es una estación intermedia del servicio que se presta entre las estaciones Retiro y Villa Rosa.

## Ubicación e infraestructura
Está ubicada en las inmediaciones de la intersección de la Avenida Maipú con la Avenida General Paz, punto neurálgico del transporte automotor y de pasajeros. La estación se encuentra a 300 metros del Estadio Ciudad de Vicente López, sede del Club Atlético Platense.
La estación se encuentra dentro de un túnel subterráneo, que cruza bajo la Avenida Maipú en forma perpendicular, una de las arterias principales del partido de Vicente López. Ingresando en sentido ascendente (hacia Villa Rosa), 200 metros antes de la estación, se ingresa a los andenes, cuya mitad se encuentra dentro del túnel y la otra se encuentra al aire libre.
Hasta el año 2000 aproximadamente la estación lucía una gran galería comercial con más de 100 locales comerciales. Por un litigio con el ferrocarril fue clausurada y tapiada durante 14 años, momento en que finalmente el municipio decidió reconstruirla demoliendo todo y construyendo la estación actual. La situación fue acompañada de misma actividad en la mano de enfrente, donde se lucía otra galería más pequeña, hoy un terreno baldío.
En 2017 se restauró integramenente su ingreso y del hall principal, incluyendo la construcción de un espacio verde en el acceso a la estación desde la Avenida Maipú, una delegación de la Patrulla Vicente López, y una sede del Registro Nacional de las Personas.
En 2020 finalizó la remodelación de la estación con andenes elevados, nueva iluminación y puesta en valor en conjunto.
En 2021 el municipio realizó una inversión de 3.7 millones de pesos para renovar las veredas desde av. Maipú 0 al 300. También de dicha reforma se agregaron frenos para choques de autos en las esquinas, y se reconstruyeron las rampas para sillas de ruedas.

## Toponimia
Antiguamente llamada parada Bosch o Kilómetro 12, a principios de los años 1920 se pasó a llamar Aristóbulo del Valle en honor a uno de los principales líderes políticos de los jóvenes radicales de aquel entonces.